# Camponotus territus
Camponotus territus é uma espécie de inseto do gênero Camponotus, pertencente à família Formicidae.